# 里亞爾托聖雅各伯教堂

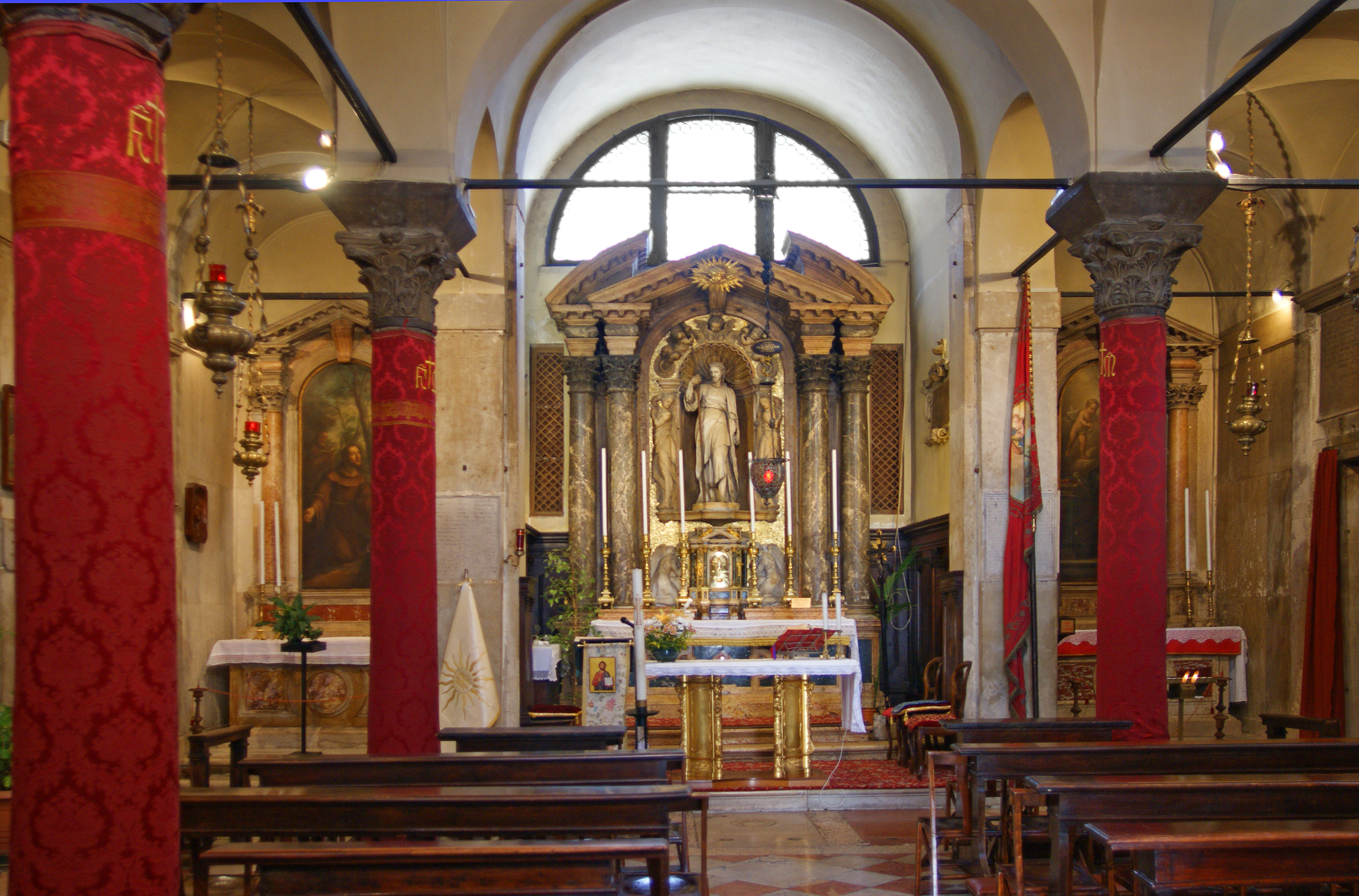
内部

里亞爾托聖雅各伯教堂（義大利語：San Giacomo di Rialto）是一座位於義大利威尼斯聖保羅區的教堂，被認為是威尼斯最古老的教堂，歷史可以追溯至421年。里亞爾托聖雅各伯教堂並未受到15世紀初一場發生在里亞爾托（Rialto）的大火所破壞，後來人們在15世紀末把一個時鐘放置在教堂的入口。